# La Jara (Colorado)
La Jara is een plaats (town) in de Amerikaanse staat Colorado, en valt bestuurlijk gezien onder Conejos County.

## Demografie
Bij de volkstelling in 2000 werd het aantal inwoners vastgesteld op 877.
In 2006 is het aantal inwoners door het United States Census Bureau geschat op 823, een daling van 54 (-6,2%).

## Geografie
Volgens het United States Census Bureau beslaat de plaats een oppervlakte van
0,9 km², geheel bestaande uit land. La Jara ligt op ongeveer 2318 m boven zeeniveau.

## Plaatsen in de nabije omgeving
De onderstaande figuur toont nabijgelegen plaatsen in een straal van 24 km rond La Jara.